# Grallipeza mellea
Grallipeza mellea är en tvåvingeart som beskrevs av Samuel Wendell Williston  1896. Grallipeza mellea ingår i släktet Grallipeza och familjen skridflugor. Inga underarter finns listade i Catalogue of Life.